# Psychotria tenuifolia
Psychotria tenuifolia är en måreväxtart som beskrevs av Olof Swartz. Psychotria tenuifolia ingår i släktet Psychotria och familjen måreväxter. Inga underarter finns listade i Catalogue of Life.